# Shub-Niggurath

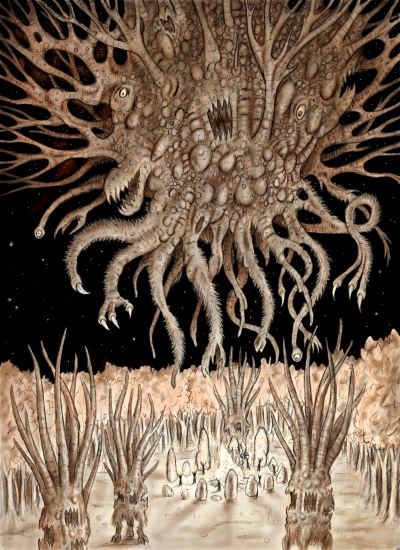
Representação de Shub-Niggurath

Shub-Niggurath é uma divindade fictícia criada pelo escritor H. P. Lovecraft. Ela é frequentemente associada à frase "A Cabra Negra da Floresta com Mil Filhotes". O único outro nome pelo qual Lovecraft se referiu a ela foi "Lord of the Wood" (Senhor das Árvores) em sua história The Whisperer in Darkness. Shub-Niggurath é mencionado pela primeira vez na história de revisão de Lovecraft "The Last Test" (1928); ela não é descrita por Lovecraft, mas é freqüentemente mencionada ou invocada em encantamentos. A maior parte de seu desenvolvimento como figura literária foi realizada por outros autores da Mitos, incluindo August Derleth, Robert Bloch e Ramsey Campbell.
Lovecraft definiu explicitamente Shub-Niggurath como uma deusa-mãe em The Mound (O monte), onde a chama de "Shub-Niggurath, a Mãe-de-tudo". Ele a descreve como uma espécie de Astarte na mesma história. Em Out of the Aeons, ela é uma das divindades ao lado da humanidade contra os "deuses hostis".  August Derleth classificou Shub-Niggurath como a Grande Antiga, mas o RPG Call of Cthulhu a classifica como um Deus Externo. O RPG CthulhuTech, por sua vez, retorna à classificação de Shub-Niggurath de Derleth como o Grande Antigo.